# 지방도 제935호선
지방도 제935호선은 경상북도 안동시 임동면 중평삼거리와 충청북도 단양군 영춘면 영춘사거리를 잇는 경상북도의 지방도이다.

## 연혁
- 2000년 8월 14일 : 부석 ~ 도계간 도로 개통에 따라 구 도로 영주시 부석면 임곡리 800m 구간 폐지[2]
- 2003년 2월 14일 : 충청북도 구간 노선 재지정[3]
- 2003년 2월 20일 : 경상북도 구간 노선 폐지 및 재지정.[4]
- 2006년 12월 5일 : 부석 ~ 도계간 도로(영주시 부석면 남대리) 3.6 km 구간 확장 개통[5]
- 2006년 12월 29일 : 의풍 ~ 도계간 도로(단양군 영춘면 의풍리) 2.7 km 구간 개통[6]
- 2021년 12월 6일: 실연장 반영으로 경상북도 구간 총 연장을 97.47km에서 103.5km로 변경함.[7]
- 2024년 7월 4일 : 부포 ~ 의촌간 도로(안동시 도산면 의촌리 ~ 예안면 부포리) 1.82km 구간 확장 개통[8]

## 경유지

### 경상북도
- 안동시
  - 임동면 중평삼거리 - 마령교 - 마령리 - 위동교 - 위리 - 위동재
  - 예안면 위동재 - 계곡리 - 사리골재 - 구룡리 - 정산리 - 예안면 행정복지센터 - 정산삼거리 - 태곡교 - 귀단리 - 부포리 - 의촌리 - (미개통 구간)
  - 도산면 (미개통 구간) - 분천리 - 경상북도산림자원개발원 - 동부리 - 새터교 - 온혜초등학교 예안분교 (폐교) - 한국국학진흥원 - 서부리 - 서부 교차로 - 안동학생야영장 - 선양리 - 뒷송삼거리
  - 녹전면 구송리 - 구송삼거리 - 죽송리 - 죽송교 - 녹전초등학교 - 녹전면 행정복지센터 - 신평리 - 사천리 - 원천교 - 원천삼거리 - 원천리
- 봉화군
  - 상운면 구천삼거리 - 구천교 - 구천리
- 영주시
  - 이산면 두월리 - 두월삼거리 - 두월초등학교 (폐교) - 두월교 - 내림삼거리 - 신천리 - 달래삼거리 - 백령초등학교 (폐교) - 용상리
  - 휴천동 충혼탑 - 영주동산고등학교, 동산여자중학교 - 선영여자고등학교 - 술바위교 - 술바위 교차로 - 영주중학교 - (이름 없음) - 영주여객
  - 하망동 구성오거리 - 영주공설시장 - (영주시수도사업부앞)
  - 상망동 상망동 행정복지센터 - 상망 교차로 - 영광고등학교 - 진우교 - 조와동
- 봉화군
  - 봉화읍 화천리
- 영주시
  - 부석면 감곡리 - 상석리 - 우곡리 - 소천사거리 - 부석교 - 부석사거리 - 소천리 - 두봉교 - 영주소백산예술촌(구 부석북부초등학교) - 임곡리 - 마구령 - 남대교 - 부석북부초등학교 남대분교 (폐교) - 남대리

### 충청북도
- 단양군
  - 영춘면 의풍리 - 의풍3교 - 의풍1교 - 영춘초등학교 의풍분교 (폐교) - (의풍1리) - 베틀재 - 동대1교 - 동대교 - 동대리 - 소백산수련원 (구 영춘초등학교 동대분교) - 하리 - 영춘향교 - 영춘사거리

## 중복 구간
- 안동시 예안면 정산삼거리 ~ 태곡교 북단 : 지방도 제933호선과 중복
- 안동시 도산면 분천리 ~ 서부 교차로 : 국도 제35호선과 중복
- 안동시 녹전면 원천삼거리 ~ 봉화군 상운면 구천삼거리 : 지방도 제915호선과 중복
- 영주시 하망동 구성오거리 ~ (영주시수도사업부앞) : 국도 제28호선과 중복
- 영주시 하망동 (영주시수도사업부앞) ~ 상망동 상망 교차로 : 국도 제36호선과 중복
- 영주시 부석면 소천사거리 ~ 부석사거리 : 지방도 제931호선과 중복
- 영주시 부석면 소천사거리 ~ 단양군 영춘면 (의풍1리) : 국가지원지방도 제28호선과 중복

## 도로명
- 경상북도
  - 안동시 임동면 중평삼거리 ~ 예안면 예안파출소 : 임예로
  - 안동시 예안면 예안파출소 ~ 태곡교 북단 : 농암로
  - 안동시 예안면 태곡교 북단 ~ 의촌리 : 부포로
  - 안동시 도산면 분천리 ~ 서부 교차로 : 퇴계로
  - 안동시 도산면 서부 교차로 ~ 녹전면 원천삼거리 : 녹전로
  - 안동시 녹전면 원천삼거리 ~ 봉화군 상운면 구천삼거리 : 예봉로
  - 봉화군 상운면 구천삼거리 ~ 영주시 휴천동 술바위 교차로 : 영봉로
  - 영주시 휴천동 술바위 교차로 ~ (이름 없음) : 남간로
  - 영주시 휴천동 (이름 없음) ~ 하망동 구성오거리 : 구성로
  - 영주시 하망동 구성오거리 ~ (영주시수도사업부앞) : 중앙로
  - 영주시 하망동 (영주시수도사업부앞) ~ 상망동 (이름 없음) : 광복로
  - 영주시 상망동 (이름 없음) ~ 상망 교차로 : 원당로
  - 영주시 상망동 상망 교차로 ~ 부석면 소천사거리 : 의상로
  - 영주시 부석면 소천사거리 ~ 부석사거리 : 소백로
  - 영주시 부석면 부석사거리 ~ 두봉교 남단 : 부석사로
  - 영주시 부석면 두봉교 남단 ~ 남대리 : 영부로
- 충청북도
  - 단양군 영춘면 의풍리 ~ 영춘사거리 : 영부로